# سوینگ (فیلم ۲۰۰۳)
«سوینگ» (انگلیسی: Swing (2003 film)) فیلمی در ژانر کمدی رمانتیک است که در سال ۲۰۰۳ منتشر شد.